# Елен Очоа
Елен Лаури Очоа (на английски: Ellen Lauri Ochoa) е астронавт от НАСА, участничка в 4 космически полета. Изпълняваща длъжността директор на Космическия център „Линдън Джонсън“, гр. Хюстън, щата Тексас.

## Образование
Елен Очоа завършва колежа Grossmont High School  в Ла Меса, Калифорния през 1975 г. През 1980 г. завършва Университета на Сан Диего, Калифорния с бакалавърска степен по физика. През 1981 г. става магистър по електроинженерство в Станфордския университет. През 1985 г. става доктор по същата специалност в същото висше учебно заведение.

## Служба в НАСА
Елен Очоа е избрана за астронавт от НАСА на 17 януари 1990 г., Астронавтска група №13. През юли 1991 г. завършва курса на обучение и е включена в полетните графици по програмата Спейс шатъл. Елен Очоа е взела участие в четири космически полета и има 978 часа в космоса.

### Космически полети
| Космически полети на Елен Лаури Очоа                   | Космически полети на Елен Лаури Очоа | Космически полети на Елен Лаури Очоа | Космически полети на Елен Лаури Очоа | Космически полети на Елен Лаури Очоа | Космически полети на Елен Лаури Очоа | Космически полети на Елен Лаури Очоа |
| №                                                      | Дата                                 | КК                                   | Емблема на мисията                   | Функции                              | Продължителност                      |                                      |
| ------------------------------------------------------ | ------------------------------------ | ------------------------------------ | ------------------------------------ | ------------------------------------ | ------------------------------------ | ------------------------------------ |
| 1                                                      | 8 април 1993                         | „Дискавъри“, мисия STS-56            |                                      | Специалист на мисията                | 9 денонощия 06 часа 08 мин. 24 сек.  |                                      |
| 2                                                      | 3 ноември 1994                       | „Атлантис“, мисия STS-66             |                                      | Специалист на мисията                | 10 денонощия 22 часа 34 мин. 02 сек. |                                      |
| 3                                                      | 27 май 1999                          | „Дискавъри“, мисия STS-96            |                                      | Специалист на мисията                | 9 денонощия 19 часа 13 мин. 57 сек.  |                                      |
| 4                                                      | 8 април 2002                         | „Атлантис“, мисия STS-110            |                                      | Специалист на мисията                | 10 денонощия 19 часа 43 мин. 38 сек. |                                      |
| Сумарно време в космоса – 40 денонощия 19 часа 36 мин. |                                      |                                      |                                      |                                      |                                      |                                      |

### Административна дейност
- Е. Л. Очоа е временно изпълняващ длъжността Директор на Космическия център Линдън Джонсън, Хюстън, Тексас.